# Жигулін Спартак Володимирович
Спартак Володимирович Жигулін (нар. 25 травня 1971, Макіївка, Донецька область, УРСР) — радянський та український футболіст, захисник, нападник та півзахисник, тренер. З 2015 року співпрацює з російськими окупантами та кримськими колаборантами. У вищій лізі України провів 50 матчів, в яких відзначився 1 голом.

## Кар'єра гравця
Футболом починав займатися в Макіївці, де свої матчі проводив дубль донецького «Шахтаря». У 16 років був помічений селекційною групою «гірників» і після перегляду був узятий в «дубль», за який виступав до 1993 року.
У 1993 перейшов у «Торпедо» (Запоріжжя), з яким 3 червня 1993 року в грі проти київського «Динамо» (0:4) дебютував у вищій лізі чемпіонату України.
Надалі виступав у командах «Шахтар» (Макіївка), СК «Миколаїв», «Металург» (Донецьк), ФК «Черкаси», «Волгар-Газпром», «Фортуна» (Шахтарськ), «Моноліт» (Костянтинівка), «Електрометалург »(Нікополь) і «Закарпаття» (Ужгород).
У сезоні 2006/07 років захищав кольори аматорського футзального клубу «Титан» (Макіївка).
У 2015 році виїхав до окупованого росіянами Криму, де відновив ігрову кар'єру. Виступав за аматорські так звані «клуби» «Рубін-2» (Ялта), ФК «Алушта» та «Кизилташ-3» (Ялта).

## Кар'єра тренера
Перебуваючи в «Закарпатті» працював з молоддю. У 2009 році очолив тренерський штаб команди рідного міста — «Макіїввугілля». Взимку 2015 року керівництвом «Макіїввугілля» ухвалило рішення відправити Спартака Жигуліна у відставку.
Навесні 2015 року виїхав до окупованого Криму. Пішов на співпрацю з кримськими колаборантами й очолив ялтинський клуб «Рубін», з яким взяв участь у так званому «Всекримському турнірі» в групі Б — 5 перемог, 3 нічиї та 1 поразка. У липні 2016 року «клуб» вирішив не продовжувати контракт з Жигуліним.
18 червня 2018 року призначений головним тренером іншого клубу, «Океан» (Керч), який виступав у так званій Прем'єр-лізі КФС.

## Досягнення

### Як гравця
- Перша ліга чемпіонату України
  -  Чемпіон (1): 1996/97

- Друга ліга чемпіонату України (група Б)
  -  Срібний призер (1): 1995/96